# Eoscyllina heilongjiangensis
Eoscyllina heilongjiangensis är en insektsart som beskrevs av Zheng, Z., Shu-juan Xu, Xiao-jing Zhang, H.M. Sun. Eoscyllina heilongjiangensis ingår i släktet Eoscyllina och familjen gräshoppor. Inga underarter finns listade i Catalogue of Life.